# Gilbert Le Bris
Pour les articles homonymes, voir Le Bris.
Gilbert Le Bris, né le 3 mars 1949 à Concarneau (Finistère), est un homme politique français.

## Biographie
Il est élu député le 16 juin 2002, pour la XIIe législature (2002-2007), dans la 8e circonscription du Finistère. Il fait partie du groupe socialiste. Il est le coauteur, avec Étienne Mourrut, d'un rapport d'information sur le dialogue social dans les armées, dont ils rendent les conclusions en décembre 2011.
Après quatre mandats de maire de Concarneau (1983-2007), Gilbert Le Bris décide, le 28 septembre 2007, de ne pas se représenter aux municipales de 2008.
En 2013, à l'occasion du projet de loi qui vise à proposer une co-gestion de l'île Tromelin avec l'île Maurice (projet de loi qui sera débattu à l'Assemblée nationale en janvier 2017), il déclare que : « < La France > ne doit pas abandonner sa souveraineté et prendre le risque de créer un précédent. Tromelin, c'est 1 km² de surface, mais 280 000 km² de Zone économique exclusive ; nous sommes amis avec les Mauriciens, mais pas au point de leur faire cadeau de notre souveraineté. ».
Au Parti socialiste, il est proche de Arnaud Montebourg au sein du courant appelé Rénover maintenant.
En juin 2025, 17 ans après son dernier mandat de maire de Concarneau, il annonce sa candidature aux élections municipales.

## Mandats
- conseiller général du Finistère de 1979 à 1992 ;
- député de 1981 à 1983, de 1988 à 1993 et de 1997 à 2017 ;
- maire de Concarneau de 1983 à 2008 ;
- conseiller régional de Bretagne de 1986 à 1998.